# Elaeocarpus tariensis
Elaeocarpus tariensis är en tvåhjärtbladig växtart som beskrevs av Weibel. Elaeocarpus tariensis ingår i släktet Elaeocarpus och familjen Elaeocarpaceae. Inga underarter finns listade i Catalogue of Life.